# Alboglossiphonia quadrata
Alboglossiphonia quadrata (лат.) — вид плоских пиявок.

## Описание

### Внешний вид
Общая длина тела исследованных экземпляров Alboglossiphonia quadrata составляет 4,4—7,6 мм, ширина 0,8—2,1 мм. Тело листообразное, уплощённое в спинно-брюшном направлении, почти веретеновидное, кпереди суженное. Брюшная сторона плоская, спинная дуговидно изогнутая. Передний конец (сегменты I—V) несколько расширен и отделён сужением от остального тела, что напоминает форму представителей рода Hemiclepsis. Задняя присоска сравнительно крупная, в диаметре превышает половину максимальной ширины тела, округлой формы. Тело гладкое: несмотря на наличие трёх пар рядов относительно крупных сенсорных сосочков, они практически не выдаются над поверхностью тела и трудно обнаружимы.
Окраска тела однотонная, со спинной стороны — зелёная с коричневатым оттенком, с брюшной — светло-зелёная, менее яркая. По краям тела, а также на заднем и переднем конце, окраска более желтовато-коричневая, с меньшей плотностью зелёного пигмента (в области «головы» и задней присоски зелёный пигмент практически отсутствует). Передняя присоска прозрачная, непигментированная. Пигментация образуется за счёт крупных тёмно-зелёных хроматофоров, некоторые из которых имеют звёздчатую форму, и более мелких и поверхностно залегающих серо-коричневых гранул. 
На переднем конце тела имеется три пары глаз, глаза передней пары (передний край сегмента III) очень маленькие, сближенные. Между глазами как второй (сегмент III), так и третьей пары (сегмент IV) расстояние широкое, такое же, как между этими парами глаз. 

### Сегментация
Тело сегментированное. Сегмент I полностью сливается с простомиумом (головной лопастью). Сегмент II образован 1 кольцом, может сливаться с сегментом I или быть отделённым от него. Сегменты III всегда состоит из 2 колец, сегмент IV может состоять как из 2, так и из 3 колец. Сегмент V состоит из 3 колец на спинной стороне тела, однако на брюшной первые 2 кольца сливаются в одно. Сегменты VI—XXIV полные, состоят из 3 колец. Три наиболее задних сегмента (XXV—XXVII) образованы каждый 1 кольцом (по другим данным, сегменты XXV и XXVI состоят из двух колец). Анальное отверстие открывается позади XXVII сегмента.

### Пищеварительная система
Отверстие хобота очень маленькое, открывается в центре передней присоски. Хоботок во втянутом состоянии сравнительно толстый, в длину приблизительно равен 4 сегментам тела. Визуально хоботок подразделяется на 2 части — более гибкую и растяжимую заднюю и более жёсткую переднюю. Мышцы-ретракторы хоботка, обеспечивающие его втягивание, располагаются в стенке тела на уровне X сегмента. Мышцы-протракторы, благодаря которым хоботок выпускается, организованы в 3 пучка (1 на спинной стороне и 2 по бокам), расходящихся позади надпищеводного (супраэзофагального) ганглия и к VII сегменту достигающих стенки тела. Слюнные железы диффузные, из отдельно разбросанных клеток, более плотно расположенных в сегментах IX—XII, но достигающих XIV/XV. Пищевод короткий, малозаметный. 
Желудок располагается в сегментах X—XIX, несёт 10 пар слепых отростков (карманов), по 1 паре в каждом сегменте. Первые 9 пар карманов направлены вбок, причём первые 2 пары простые, а последующие состоят из двух лопастей. Последняя (десятая) пара карманов удлинённая, направлена назад, также двулопастная и простирается до сегмента XXII. Кишечник с 4 парами небольших простых карманов. Прямая кишка короткая, луковичной формы. 
Прежние сведения о наличии у Alboglossiphonia quadrata только 7 пар карманов объясняются сильной сжатостью типовых экземпляров этого вида вследствие фиксации, приведшей к ошибке исследователя.

### Выделительная система
Нефридиопоры (отверстия выделительной системы) плохо различимы; обнаружено только 3 пары в сегментах VIII—X.

### Половая система
Гермафродиты. Имеются семенные и яйцевые мешки. Мужское и женское половые отверстия (гонопоры) разделены 2 кольцами (мужская гонопора расположена между XI и XII сегментами, женская — на XII сегменте), оба отверстия располагаются в межколечных бороздках.
Семенных мешков 6 пар, они находятся на границах сегментов XIII/XIV—XVIII/XIX. Парные семявыносящие протоки выходят из стенки тела в передней части сегмента XIII и на границе с сегментом XIV соединяются с семенными пузырьками. Затем они практически сразу утолщаются, образуя петлевидный изгиб, направленный кзади вплоть до XVIII сегмента. Рога атриума (расширения вблизи мужского полового отверстия) грушевидные, мускулистые, располагаются практически горизонтально. Атриум короткий, цилиндрической формы.
Яйцевые мешки (одна пара) трубчатой формы, тонкостенные.

## Образ жизни
Пресноводный вид, обитает в прудах, озёрах и реках, встречен на водной растительности. Данные о питании Alboglossiphonia quadrata отсутствуют.

## Распространение
Первоначально вид был обнаружен в Аддис-Абебе (современная Эфиопия). Впоследствии этот же вид был найден на востоке ЮАР в реке Нселени и в озере Зилонде (провинция Наталь), а также в Намибии. За пределами Африки, по-видимому, не встречается.

## Таксономия
Исходно вид был описан Джоном Перси Муром как Batracobdella quadrata. Отнесение к роду Batracobdella базировалось на ложном предположении о наличии у вида всего 7 пар карманов желудка. Голотип и паратипы хранятся в Музее естественной истории в Лондоне.
В дальнейшем вид был переописан Яном Остхёйзеном как Hemiclepsis quadrata. Остхёйзен исследовал как типовые экземпляры этого вида, собранные Муром, так и новые находки. В качестве аргументов о принадлежности к роду Hemiclepsis приводится наличие перетяжки, отделяющей передний конец тела от остальной его части, положение ротового отверстия и наличие более чем 7 пар карманов желудка. 
Наконец, в соответствии с данными молекулярной филогении, вид был отнесён к роду Alboglossiphonia, который вследствие этого стал монофилетическим.
В крупном исследовании этого рода, где приводится гипотеза о трёх видовых кластерах Alboglossiphonia, вид ни разу не упоминается. Однако, он фигурирует в трёх молекулярно-филогенетических исследованиях, включающих род Alboglossiphonia, согласно которым занимает наиболее базальное положение среди всех исследованных видов рода (A. hyalina, A. bhamoensis, A. sibirica, A. lata, A. pahariensis, A. pallida, A. cf. papillosa, A. heteroclita и A. weberi).   